# Фуллер, Уэйн
Уэйн Артур Фуллер (англ. Wayne Arthur Fuller; род. 15 июня 1931, Корнинг, Айова) — американский экономист, соавтор теста Дикки — Фуллера.

## Биография
Уэйн родился 15 июня 1931 года в Корнинг, штат Айова, США. Сын Лорен Бойд и Эльва Глэйд (Дарра) Фуллер.
Фуллер получил степень бакалавра в Университете штата Айова в 1955 году, степень магистра в 1957 году и степень доктора философии в области сельскохозяйственной экономики в 1959 году.
Свою преподавательскую деятельность начал в Университете штата Айова с 1959 года, став выдающимся профессором в 1983 году.
Фуллер служил капралом армии Соединенных Штатов в 1952—1954 годах, работал редактором в журналах American Journal of Agricultural Economics, Journal of the American Statistical Association, The American Statistician, Journal of Business & Economic Statistics, Survey Methodology.
Фуллер является феллоу, вице-президентом в 1991—1993 годах Американской статистической общества, Эконометрического общества, Международного статистического института.

## Награды
За свои достижения был неоднократно награждён:
- 2002 — премия Ваксберга от Survey Methodology[англ.];
- 2003 — премия Марвина Зелена «за лидерство в области статистических наук»;
- 2009 — почётный доктор Университета штата Северная Каролина;
- 2011 — почётный доктор Университета Невшателя;
- 2020 — Clarivate Citation Laureates;
- вошёл в листинг заслуживающих внимания статистических педагогов от Marquis Who’s Who.